# Flanigan Ditch
Le Flanigan Ditch est un fossé américain situé dans le comté de Washington, dans l'Utah. Protégé au sein du parc national de Zion, il est inscrit au Registre national des lieux historiques depuis le 12 janvier 1998.